# Guerra civil de Rodesia
La guerra civil de Rodesia (conocida en inglés como Rhodesian Bush War) fue una guerra civil de dicho país librada entre 1964 y 1979 tras la declaración de su independencia y la formación de un gobierno de la minoría blanca que enfrentó a las guerrillas africanas de ideología izquierdista. La guerra terminó con la victoria rebelde y la expulsión de los blancos que llevó a la larga imposición de la dictadura de Robert Mugabe.
En 1957 se inició el conflicto con una serie de protestas y actos de desobediencia civil por los negros, que terminaron por ser reprimidos. Para 1964 la situación empeoró tanto que se produjo el alzamiento armado de las milicias de los principales grupos políticos africanos contra el gobierno local probritánico, al año siguiente los blancos declararon la independencia, pero para 1972 empezaron a intervenir diversas fuerzas extranjeras a favor de los distintos bandos, en 1978 se intentó realizar una alianza entre algunas guerrillas y el gobierno para enfrentar a los grupos de negros más radicales, pero el año siguiente, estos últimos habían desbaratado aquella alianza y tomado el poder. Tras los acuerdos de paz en 1980 se realizaron elecciones donde Mugabe consiguió el poder, posteriormente el nuevo gobierno fue eliminando a sus rivales políticos, especialmente los matabeles (ndebeles del norte), grupo étnico organizado en el ZIPRA, guerrilla y partido político que en 1981 rompió su alianza de gobierno con el ZANU de Mugabe (el cual era apoyado por la mayoría shona), la represión fue terrible, entre 1982 y 1985 unos 20 000 matabeles fueron asesinados.
La cifra de muertos durante la guerra civil fue estimada en unos 30000  en total, en su mayoría insurgentes y civiles.

## Antecedentes
El origen de la guerra en Rodesia se remonta a la conquista de la región por parte de la Compañía Británica de Sudáfrica a finales del siglo XIX, y la oposición a lo conquista de los jefes nativos. Los británicos comenzaron a establecerse en Rodesia del Sur a partir de la década de 1890, y aunque nunca se le otorgó al territorio la categoría de dominio, los colonos gobernaron el país de manera efectiva a partir de 1923.
En su famoso discurso «Viento de cambio», el primer ministro del Reino Unido, Harold Macmillan, reveló la nueva actitud británica de permitir la independencia de las colonias africanas únicamente si implantaban sistemas de gobierno mayoritarios. Pero a muchos rodesianos blancos les preocupaba que un cambio tan inmediato desatara el caos, de manera similar a como había sucedido en el antiguo Congo Belga después de la independencia en 1960.
La falta de voluntad del Reino Unido a ceder llevó a la declaración unilateral de independencia de Rodesia el 11 de noviembre de 1965. Aunque Rodesia gozó del apoyo oficioso de los vecinos Sudáfrica y Mozambique —todavía colonia portuguesa—, nunca obtuvo el reconocimiento diplomático oficial de ningún país.
Aunque el derecho al voto en Rodesia fuese concedido por la Constitución a todos sin importar la raza, los requisitos de propiedad que exigía les privaba de él a muchos negros. La nueva Constitución de 1969 reservaba ocho de los sesenta y seis escaños del Parlamento a los «no europeos», a los que había que sumar otros tantos de los jefes tribales.
En esta situación, los nacionalistas africanos defendieron la lucha armada para implantar un gobierno negro, denunciando principalmente la disparidad de riqueza entre las razas. Dos organizaciones nacionalistas rivales surgieron en agosto de 1963: la Unión Popular Africana de Zimbabue (ZAPU en sus siglas inglesas) y la Unión Nacional Africana de Zimbabue (ZANU, también en inglés), debido a las desavenencias sobre tácticas y a las desavenencias tribales y personales. La ZANU y su organización militar, el ZANLA, estaban encabezadas por Robert Mugabe y sus integrantes provenían fundamentalmente de las tribus shona. La ZAPU y su ala militar, el ZIPRA, eran esencialmente ndebeles  al mando de Joshua Nkomo.

### Política de la guerra fría
La guerra fría influyó en el conflicto. La Unión Soviética y Cuba apoyaron al ZIPRA y China al ZANLA. Cada grupo libró una guerra separada contra las fuerzas de seguridad de Rodesia, y los dos a veces también se enfrentaron entre sí. En junio de 1979, los Gobiernos de Cuba y Mozambique ofrecieron ayuda militar directa al Frente Patriótico, pero Mugabe y Nkomo la rechazaron. Otras contribuciones extranjeras incluyeron la de oficiales del Ejército de Corea del Norte, que enseñaron a los militantes de Zimbabue a usar explosivos y armas en un campamento cerca de Pionyang. En abril de 1979, doce mil guerrilleros del ZANLA se adiestraban en Tanzania, Etiopía y Libia, mientras que nueve mil quinientos de sus trece mil quinientos miembros supervivientes operaban en Rodesia. En lo que respecta al otro bando, Sudáfrica dio apoyo material y militar clandestino al Gobierno de Rodesia.
Inevitablemente, la guerra civil se libró en el ambiente de la Guerra Fría en África y se mezcló con los conflictos de otros países vecinos. Entre estos se contaron la guerra de Independencia de Angola (1961-1975), la guerra civil angoleña (1975-2002), la guerra de Independencia de Mozambique (1964-1974), la guerra civil mozambiqueña (1977-1992), la guerra de Fronteras de Sudáfrica (1966-1989), y los conflictos Shaba I (1977) y Shaba II (1978).

### Percepciones
Los grupos nacionalistas y el Gobierno del Reino Unido de la época vieron en el conflicto una guerra de liberación nacional y racial. El Gobierno de Rodesia lo interpretaba como una lucha de una parte de la población del país (los blancos) en nombre de toda la población (incluida la mayoría negra) contra varios grupos financiados desde el extranjero compuestos fundamentalmente por comunistas y radicales predominantemente negros. Los nacionalistas consideraban que su país estaba ocupado y dominado por una potencia extranjera, el Reino Unido, desde 1890.
El Gobierno británico había administrado indirectamente el territorio mediante un gobernador desde 1923, cuando relevó a los administradores de la Compañía Británica de Sudáfrica con este y otorgó la autonomía a un gobierno elegido en la región y que formaban mayoritariamente blancos. El partido del Frente Rodesiano de Ian Smith venció en las elecciones de 1962 y declaró unilateralmente la independencia el 11 de noviembre de 1965 para mantener la autonomía.
El gobierno de Rodesia sostenía que estaba defendiendo los valores occidentales, el cristianismo, el imperio de la ley y la democracia luchando contra los comunistas; sin embargo, no estaba dispuesto a ceder en lo concerniente a las desigualdades políticas, económicas y sociales. El gobierno de Smith afirmaba que los representantes legítimos de la población negra shona y ndebele eran los jefes tradicionales, no los nacionalistas de la ZANU y la ZAPU, a quienes consideraba usurpadores de la autoridad, peligrosos y violentos.
En 1978-1979, el gobierno de Smith intentó debilitar la causa nacionalista firmando un «acuerdo interno» que puso fin al gobierno de la minoría, cambió el nombre del país a Zimbabue Rodesia y organizó elecciones multirraciales, que se llevaron a cabo en 1979 y que ganó por el obispo Abel Muzorewa, el primer jefe de Gobierno negro del país. Sin embargo, las fuerzas nacionalistas, insatisfechas con estas concesiones y animadas por la negativa británica a reconocer la nueva situación.
En última instancia, la guerra terminó cuando, a instancias de Sudáfrica (su principal partidario) y de Estados Unidos, el Gobierno de Zimbabue Rodesia cedió el poder al Reino Unido mediante el Acuerdo de Lancaster House de diciembre de 1979. El Gobierno del Reino Unido celebró nuevos comicios en 1980 para formar un nuevo Consejo de Ministros, que ganó la ZANU. El nuevo gabinete, presidido por Robert Mugabe, fue reconocido internacionalmente y el país pasó a llamarse Zimbabue.

## Beligerantes

### Fuerzas de Seguridad de Rodesia
Pese al efecto de las sanciones económicas y diplomáticas, el gobierno de Rodesia pudo desarrollar y mantener un ejército eficiente y muy profesional. En junio de 1977, la revista Time informó que "hombre por hombre, el ejército de Rodesia se encuentra entre las mejores unidades de combate del mundo".
El ejército siempre fue relativamente pequeño en número, reuniendo solo 3400 hombres de tropas regulares en 1970. Para 1978–79 había crecido a unos 10 800 soldados regulares nominalmente apoyados por unos 40 000 reservistas, aunque para el último año de la guerra los llamamientos a filas habían aumentado mucho y tal vez tan solo 15 000 reservistas estaban disponibles para el servicio activo. Mientras que el ejército regular consistía en un núcleo profesional de soldados blancos (y algunas unidades, como el Rhodesian SAS y la Rhodesian Light Infantry, eran todas blancas), para 1978–1979 el resto de la tropa era mayormente de raza negra.
Por el contrario, las reservas del ejército eran en gran parte formado por rodesianos blancos y, hacia el final de la guerra, se recurría cada vez más a este grupo poblacional para enfrentar la creciente insurgencia. El ejército regular contaba con el apoyo de la policía paramilitar heredada de la Sudáfrica británica de unos 8000 a 11 000 hombres (la mayoría de los cuales eran negros) y de 19 000 a 35 000 reservistas policiales (que, al igual que sus homólogos del ejército, eran en gran parte blancos). Las reservas policiales actuaron como un tipo de "guardia civil" encargada de la vigilancia en núcleos de población urbana o rural.

Situación geopolítica en 1975:
Rodesia
Aliados de los nacionalistas
Aliados gubernamentales

La guerra presentó una cada vez mayor operatividad de los soldados regulares de Rodesia, así como las unidades de élite como los Selous Scouts y el Rhodesian SAS especializados en lucha antiguerrilla, aunque el ejército de Rodesia también estaba compuesto por algunos regimientos negros, como los Rifles Africanos de Rodesia. A medida que avanzaba la guerra, el frecuente llamamiento de los reservistas se utilizaba cada vez más para destinarlos a operaciones de primera línea y complementar a los soldados profesionales, así como para luchar junto a voluntarios extranjeros.
En 1978, todos los hombres blancos de hasta 60 años de edad estaban sujetos a un llamado periódico al ejército de Rodesia; los hombres más jóvenes de hasta 35 años podían pasar bloques alternos de seis semanas en el ejército y en casa. Muchos de los voluntarios en el extranjero vinieron de Gran Bretaña, Irlanda, Sudáfrica, Portugal, Hong Kong, Canadá, Australia, Nueva Zelanda y los Estados Unidos de América, y los voluntarios de estos tres últimos países fueron muy respetados por su reciente experiencia de combate en la guerra de Vietnam.
Teniendo en cuenta el embargo de armas dispuesto por la ONU tras 1965, el ejército de Rodesia estaba bien equipado. El arma estándar de infantería era el fusil FN FAL belga, producido en Sudáfrica bajo licencia como el rifle R1 y complementado por el rifle H&K G3 que venía de las fuerzas armadas portuguesas. Sin embargo, otras armas como la variante británica L1A1 ('SLR') del FAL y el antiguo rifle de cerrojo Lee-Enfield británico fueron utilizados por los reservistas. Otras armas de fuego incluían fusiles Bren LMG en .303 "y 7.62 mm OTAN, Sten SMG, Uzi, pistola Browning Hi-Power, rifle Colt M16 (muy al final de la guerra), FN MAG (FN MAG58) como ametralladora de uso general, los morteros de 81 mm y minas Claymore. Después de la "Declaración Unilateral de Independencia", Rhodesia dependía en gran medida de las armas y el equipo importado de Sudáfrica y de producción nacional, así como de las operaciones de contrabando internacional, comúnmente denominadas "sanciones contra las sanciones". Sudáfrica brindó una amplia ayuda militar a Rodesia, en la forma de un programa de préstamo/arrendamiento y el auxilio (oficial o no) de muchas ramas de las fuerzas armadas de Sudáfrica.
La Fuerza Aérea de Rodesia (RhAF, por sus siglas en inglés) operó una variedad de equipos y llevó a cabo numerosos roles, y el poder aéreo proporcionó al gobierno una ventaja significativa sobre su enemigo guerrillero. La flota estaba compuesta principalmente por aviones británicos, algunos obsoletos para la década de 1970, como el avión de transporte Douglas Dakota sobrante de la Segunda Guerra Mundial y el Havilland Vampire. El embargo de armas provocó la escasez de piezas de repuesto de proveedores externos y RhAF tuvo que encontrar medios alternativos para mantener el vuelo de sus aviones. La Fuerza Aérea Sudafricana, más numerosa, brindó entrenamiento extensivo, aeronaves y aeronaves en apoyo de las operaciones de RhAF desde 1966. Los rodesianos también usaron tipos más modernos de aeronaves como el Hawker Hunter, Cessna Skymaster y helicópteros Aérospatiale Alouette III hasta que fueron complementados por Agusta Bell 205. Muy al final de la guerra, las fuerzas de Rhodesia pudieron contrabandear y usar muy pocos helicópteros Agusta Bell UH-1 Iroquois.
Así, al comienzo de la guerra, gran parte de los vehículos militares de Rodesia era de origen británico y de países de la Commonwealth, pero durante el curso del conflicto, se adquirieron nuevos equipos como los carros blindados Eland de Sudáfrica. En el último año de la guerra, los sudafricanos desviaron a Rodesia algunos tanques T-55 de fabricación polaca destinados al régimen de Idi Amin en Uganda. Los rodesianos también produjeron una amplia gama de vehículos blindados a prueba de minas con ruedas, a menudo con componentes de camiones Mercedes Unimog, Land Rover y Bedford, incluidas copias sin licencia del Mercedes-Benz UR-416.

### Fuerzas guerrilleras nacionalistas
Los dos grupos armados principales que hicieron campaña contra el gobierno de Ian Smith fueron el ZANLA (ZANLA), el brazo armado del partido Unión Nacional Africana de Zimbabue (ZANU) y luego el ZIPRA (ZIPRA), el brazo armado del partido ZAPU (ZAPU). La lucha armada fue en gran parte rural, ya que los dos movimientos insurgentes rivales intentaron ganar el apoyo de los campesinos negros y reclutar combatientes en el mayor número posible mientras hostigaban a la administración y a los civiles blancos. Para asegurar la dominación a escala local, ZANLA y ZIPRA a veces luchaban entre sí y contra las fuerzas de seguridad.

#### ZANLA
ZANLA era el brazo armado de ZANU, pero esta organización también tenía fuertes vínculos con el movimiento de independencia de Mozambique, el FRELIMO, obteniendo así armamento de origen soviético como fusiles, ametralladoras, y sobre todo minas anticarro. Al final de la guerra el ZANLA estuvo operando de manera intermitente en la mayoría del país, como lo demuestra la ubicación de las bases de desmovilización al final de la guerra, que se encontraban en todas las provincias excepto en Matabeleland Norte. Además, estaban librando una guerra civil contra ZIPRA, a pesar de la formación de un frente conjunto por sus partidos políticos después de 1978. La intención de ZANLA era ocupar amplias zonas de terreno, instalar su propia administración política en áreas rurales controladas, y luego montar la campaña militar convencional final.
ZANLA, pese a su contacto con el FRELIMO prosoviético, utilizó un esquema maoísta en su lucha: se concentró en la politización de las áreas rurales usando la fuerza, la persuasión, los lazos de parentesco y de clanes, y la colaboración con líderes espirituales, mientras ejecutaba operaciones de guerrilla destinadas a controlar zonas rurales haciendo imposible al gobierno recuperar el control de éstas. Aunque al final de la guerra el ZANLA había logrado controlar varios distritos impidiendo de facto la presencia de tropas gubernamentales, su control efectivo se asentaba en zonas fronterizas con Mozambique y no lograba "estrangular" a los grandes centros urbanos; no obstante, su ventaja se traducía en una amplia influencia de su líder -Robert Mugabe- sobre la población shona, el grupo étnico más grande de Rodesia (casi dos tercios de la población) a la que pertenecía el mismo Mugabe.
ZANLA intentó paralizar la economía de Rodesia plantando minas terrestres antitanques soviéticas en las carreteras que conectaban las ciudades y los centros de producción agrícola y ganadera. Desde 1972 hasta 1980, hubo 2504 detonaciones de vehículos en minas terrestres (principalmente TM46 soviéticas), matando a 632 personas e hiriendo a 4.410. El minado de caminos aumentó 33.7 % desde 1978 (894 minas o 2.44 minas fueron detonadas o recuperadas por día) a 1979 (2089 minas o 5.72 minas por día).
En respuesta, los rodesianos cooperaron con los sudafricanos para desarrollar una gama de vehículos protegidos contra las minas. Comenzaron por reemplazar el aire de los neumáticos con agua que absorbió parte de la explosión y redujo el calor de la explosión. Inicialmente, protegían los cuerpos con placas deflectoras de acero, bolsas de arena y cintas transportadoras de minas. Más tarde, los vehículos construidos específicamente con voladizos en forma de V dispersaron la explosión y las muertes en tales vehículos se convirtieron en eventos inusuales.

#### ZIPRA
El ZIPRA fue la fuerza antigubernamental basada en la etnia ndebele, dirigida por Joshua Nkomo y la organización política ZAPU. En contraste con los enlaces de Mozambique de ZANLA, la ZIPRA de Nkomo estaba más orientada hacia aliados de Zambia para instalar centros de entrenamiento, bases, y arsenales, mientras sus guerrillas operaban en Rodesia. Sin embargo, no siempre disfrutó del apoyo total del gobierno de Zambia: en 1979, las fuerzas combinadas con base en Zambia de ZIPRA, el Umkhonto we Sizwe (el brazo armado del Congreso Nacional Africano de Sudáfrica) y los combatientes de SWAPO en el sudoeste de África fueron una importante Amenaza a la seguridad interna de Zambia cuyo gobierno temía su influencia en asuntos internos zambianos. Debido a que la estrategia política del partido ZAPU se basaba más en las negociaciones con los blancos que en la fuerza armada, ZIPRA creció más lentamente y menos elaboradamente que ZANLA, pero en 1979 tenía un estimado de 20 000 combatientes, casi todos en campamentos alrededor de Lusaka, Zambia, mientras su línea política era nacionalista de izquierdas con influencia soviética.
Según el consejo de asesores bélicos soviéticos, ZIPRA acumuló fuerzas convencionales y se motorizó con vehículos blindados soviéticos y varios aviones pequeños en sus bases de Zambia. La intención de ZIPRA (y del propio ZAPU) era formar tropas convencionales con artillería pesada, vehículos, aviones de combate, con un núcleo militar altamente profesionalizado, luego permitir que ZANLA llevara a las fuerzas gubernamentales de Rodesia al punto de la derrota en una mutua guerra de desgaste que el gobierno de los blancos no pudiera ganar, y luego tomar la iniciativa militar contra las fuerzas de ZANLA, basadas en armamento ligero y ya agotadas por la lucha contra el gobierno. ZIPRA mantuvo una presencia leve dentro de Rhodesia, haciendo reconocimientos, sabotajes contra instalaciones estratégicas del gobierno, manteniendo contacto con los campesinos y, a veces, luchando contra ZANLA.
El 3 de septiembre de 1978 y el 12 de febrero de 1979, el ZIPRA fue responsable de dos ataques contra aviones civiles Viscount de las líneas aéreas de Rodesia, en una insólita demostración de fuerza. Con misiles tierra-aire SA-7, los guerrilleros derribaron cada avión durante su ascenso desde el aeropuerto de Kariba. ZIPRA recibió el consejo de sus instructores soviéticos para formular su visión y estrategia de la revolución popular mediante acciones de impacto ante las masas negras, mostrando al gobierno blanco en una situación débil e insostenible a largo plazo; alrededor de 1400 soviéticos, 700 alemanes orientales y 500 instructores cubanos fueron desplegados en el área.
La amenaza convencional de ZIPRA distrajo en parte a las fuerzas del gobierno de luchar contra ZANLA. A fines de la década de 1970, ZIPRA había desarrollado una estrategia conocida como Storming the Heavens para lanzar una invasión convencional desde Zambia, apoyada por un número limitado de vehículos blindados y aviones ligeros. Una operación de las fuerzas armadas de Rodesia para destruir una base ZIPRA cerca de Livingstone en Zambia nunca se lanzó.
La estrategia ZAPU/ZIPRA para apoderarse de Zimbabue no tuvo éxito. En cualquier caso, la transferencia de poder a los nacionalistas negros tuvo lugar no por la toma de control militar esperada por ZAPU / ZIPRA, sino por una elección pacífica y supervisada internacionalmente. Rodesia volvió brevemente al gobierno británico a fines de 1979, y se celebraron elecciones generales a principios de 1980. Estas elecciones fueron supervisadas tanto por el Reino Unido como por las fuerzas internacionales.
Robert Mugabe (de ZANLA / ZANU) ganó esta elección, porque era el único competidor importante de la mayoría étnica, Shona. Una vez en el poder, Mugabe fue reconocido internacionalmente como el líder de Zimbabue y se instaló como jefe de Gobierno, y contó con el respaldo del abrumador grupo étnico mayoritario. Por lo tanto, pudo consolidar rápida e irreversiblemente su poder, forzando a ZAPU, y por lo tanto a ZIPRA, que era el ejército de ZAPU, a renunciar a la esperanza de apoderarse del país en lugar de ZANU / ZANLA.

## Acontecimientos antes de la guerra

### Desobediencia civil (1957–1964)
En septiembre de 1956, las tarifas de los autobuses en Salisbury aumentaron tanto que los trabajadores gastaban entre el 18 % y el 30 % de sus ingresos en transporte. En respuesta, la City Youth League boicoteó los autobuses de United Transport Company y logró evitar el cambio de precio. El 12 de septiembre de 1957, los miembros de la Liga juvenil y el difunto ANC formaron el Congreso Nacional Africano de Rhodesia del Sur, dirigido por Joshua Nkomo. El gobierno de Whitehead prohibió el SRANC en 1959 y arrestó a 307 líderes, excluyendo a Nkomo que estaba fuera del país, el 29 de febrero en la Operación Amanecer.
Nkomo, Mugabe, Herbert Chitepo y Ndabaningi Sithole establecieron el Partido Demócrata Nacional en enero de 1960. Nkomo se convirtió en su líder en octubre. Una delegación del NDP encabezada por Nkomo asistió a la conferencia constitucional en enero de 1961. Aunque Nkomo inicialmente apoyó la constitución, cambió su posición luego de que otros líderes del NDP no estuvieran de acuerdo. El gobierno prohibió el NDP en diciembre de 1961 y arrestó a los líderes del NDP, excluyendo a Nkomo que, una vez más, estaba fuera del país. Nkomo formó la Unión Popular Africana de Zimbabue que el gobierno de Whitehead prohibió en septiembre de 1962.
El Partido Federal de los Estados Unidos (UFP, por sus siglas en inglés) había estado en el poder desde 1934, ganándose el apodo de "el establecimiento", y representaba aproximadamente los intereses comerciales y agrícolas más importantes del sur de Rhodesia. La UFP disputó las elecciones generales de 1962 con un boleto de "sociedad" racial, en la que los negros y los blancos trabajaban juntos. Toda legislación discriminatoria por motivos étnicos se revocaría de inmediato, incluida la Ley de distribución de tierras, que definía ciertas áreas de la tierra como elegibles para su compra solo por los negros, otras como exclusivas para los blancos y otras como abiertas para todas las razas.
Cerca del 45 % del país se dividió de esta manera; otro 45 % estaba compuesto por Tribal Trust Lands, que albergaba a miembros de tribus, y otorgaba a los jefes y jefes locales un grado de autogobierno de manera similar a las reservas de los indios americanos. El resto era tierra nacional. Originalmente, el país se había dividido de esta manera durante los primeros días de la inmigración blanca para evitar que los recién llegados usaran sus finanzas superiores para comprar toda la tierra en el país.
La UFP propuso revocar las áreas de compra en blanco y negro, pero mantener el Fideicomiso Tribal y las tierras nacionales. También se comprometió con el avance negro general. Estas propuestas resultaron en gran parte repugnantes para el electorado mayormente blanco, que temía que el ascenso prematuro de los negros amenazara la prosperidad económica y la seguridad de Rhodesia, así como sus propios asuntos personales.
La mayoría se apartó del partido de la UFP en el poder, causando que perdiera en las elecciones de 1962 al recién formado Frente de Rodesia (RF), un partido conservador que se opone a cualquier cambio inmediato a la regla negra. Winston Field e Ian Smith se convirtieron en primer ministro y vice primer ministro, respectivamente. Nkomo, legalmente impedido de formar un nuevo partido, mudó la sede de ZAPU a Dar es Salaam, Tanzania.
En julio de 1963, Nkomo suspendió a Ndabaningi Sithole, Robert Mugabe, Leopold Takawira y Washington Malianga por su oposición a su liderazgo continuo de ZAPU. El 8 de agosto, anunciaron el establecimiento de la Unión Nacional Africana de Zimbabue. Los miembros de ZANU formaron un ala militante, el Ejército Africano de Liberación Nacional de Zimbabue, y enviaron miembros de ZANLA a la República Popular de China para su entrenamiento.

## Curso de la guerra

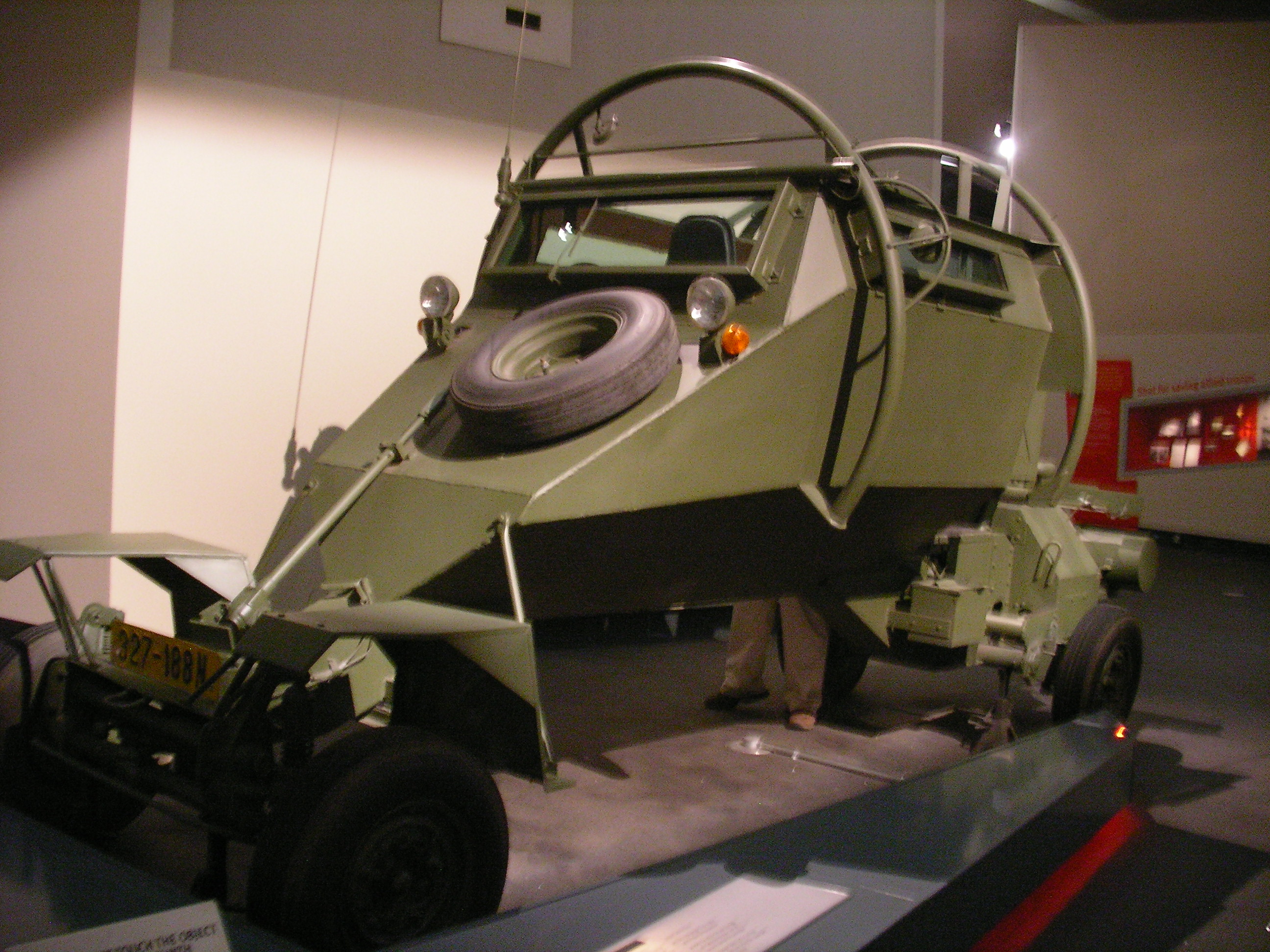
Vehículo antiminas Leopard en el IWM Norte, Mánchester, Reino Unido.

### Primera fase (1964–1972)
El 4 de julio de 1964, los insurgentes de ZANU emboscaron y asesinaron a un capataz blanco de la Silverstreams Wattle Company, Pieter Johan Andries (Andrew) Oberholzer. El asesinato tuvo un efecto duradero en la comunidad blanca pequeña y unida. El gobierno de Smith detuvo a los líderes de ZANU y ZAPU en agosto de 1964. Los principales líderes encarcelados fueron Ndabaningi Sithole, Leopold Takawira, Edgar Tekere, Enos Nkala y Maurice Nyagumbo. Los restantes líderes militares de ZANLA Dare ReChimurenga fueron Josiah Tongogara y el abogado Herbert Chitepo. Operando desde bases en Zambia y más tarde desde Mozambique, los militantes comenzaron a lanzar ataques contra Rhodesia.
El conflicto se intensificó después de la Declaración Unilateral de Independencia (UDI) de Rhodesia de Gran Bretaña el 11 de noviembre de 1965. Las sanciones (embargo) fueron impuestas por Gran Bretaña y respaldadas por los Estados miembros de las Naciones Unidas. El bloqueo significaba que Rhodesia se veía obstaculizada por la falta de equipo moderno, pero utilizaba otros medios para recibir suministros de guerra vitales como petróleo, municiones y armas a través del gobierno del apartheid de Sudáfrica. El material de guerra también se obtuvo a través de elaborados esquemas de contrabando internacional, producción nacional y combatientes enemigos infiltrados.
Cinco meses después, el 28 de abril de 1966, las Fuerzas de Seguridad de Rodesia se enfrentaron a militantes en Sinoia, durante el primer gran enfrentamiento de la guerra. Siete hombres de ZANLA fueron asesinados, y en represalia los sobrevivientes mataron a dos civiles en su granja cerca de Hartley tres semanas después.
Durante el gobierno portugués de Mozambique, hasta 1974–1975, Rhodesia pudo defender su frontera con Zambia con relativa facilidad y evitar muchas incursiones de guerrilleros. Estableció una fuerte defensa a lo largo del río Zambezi que va desde el lago Kariba hasta la frontera de Mozambique. Aquí se establecieron campamentos de 30 hombres a intervalos de 8 kilómetros apoyados por unidades móviles de reacción rápida. Desde 1966 hasta 1970, estas defensas representaron a 175 insurgentes asesinados por la pérdida de 14 defensores. El conflicto continuó en un nivel bajo hasta el 21 de diciembre de 1972 cuando ZANLA llevó a cabo el ataque en Altena Farm en el noreste de Rhodesia. En respuesta, los rodesios se movieron para atacar a los nacionalistas en sus campamentos extranjeros y organizaron áreas antes de que pudieran infiltrarse en Rhodesia.
Las operaciones transfronterizas secretas por parte del Servicio Aéreo Especial comenzaron a mediados de la década de 1960, con las Fuerzas de Seguridad de Rhodesia ya participando activamente en Mozambique. Sin embargo, tres semanas después del ataque a Altena Farm, ZANLA mató a dos civiles y secuestró a un tercero en Mozambique y luego en Tanzania. En respuesta, las tropas del SAS se insertaron en Mozambique con la aprobación de la administración portuguesa, en la primera operación externa oficialmente sancionada. El gobierno de Rhodesia comenzó a autorizar un número creciente de operaciones externas.
En la primera fase del conflicto (hasta finales de 1972), la posición política y militar de Rhodesia era fuerte. Los guerrilleros nacionalistas no hicieron grandes incursiones. A principios de la década de 1970, los dos grupos nacionalistas principales enfrentaron serias divisiones internas, la ayuda de la Organización de la Unidad Africana se suspendió temporalmente en 1971, y 129 nacionalistas fueron expulsados de Zambia después de que presuntamente habían conspirado contra el presidente Kenneth Kaunda.
Los esfuerzos de Gran Bretaña por aislar económicamente a Rhodesia no habían producido grandes compromisos por parte del gobierno de Smith. De hecho, a fines de 1971, los gobiernos británico y de Rhodesia habían negociado un acuerdo político de compromiso que se habría inclinado ante la agenda del gobierno de Smith de posponer el gobierno de la mayoría en un futuro indefinido. Sin embargo, cuando se descubrió que un enfoque tan retrasado del gobierno de la mayoría era inaceptable para la mayoría de la población africana de Rhodesia, el acuerdo se vino abajo.
En 1971, Rhodesia se unió a Alcora Exercise, una alianza defensiva secreta para el sur de África, formalizada en 1970 por Portugal y Sudáfrica. Alcora formalizó y profundizó la cooperación política y militar entre los tres países contra la insurgencia revolucionaria en Rhodesia, Angola, Mozambique y el suroeste de África y contra los países vecinos hostiles.
Sin embargo, el fin del gobierno portugués en Mozambique creó nuevas presiones militares y políticas para que el gobierno de Rhodesia aceptara el principio del gobierno de la mayoría inmediata.

### Segunda fase (1972-1979)
Los nacionalistas negros continuaron operando desde bases aisladas en la vecina Zambia y desde las áreas controladas por FRELIMO en la colonia portuguesa de Mozambique, realizando incursiones periódicas en Rhodesia. Para 1973, la actividad de la guerrilla estaba aumentando después del asalto a la Granja Altena, particularmente en la parte noreste del país donde parte de la población africana fue evacuada de las áreas fronterizas, y el servicio militar obligatorio para los blancos se extendió a un año. A medida que se intensificaba la guerra, la conscripción se elevó a hombres entre las edades de 38 y 50 años, aunque esto se modificó en 1977. No se permitió a hombres blancos de 17 años salir del país.
En abril de 1974, la revolución de los claveles de izquierda en Portugal anunció el final del gobierno colonial en Mozambique. Se formó un gobierno de transición en cuestión de meses y Mozambique se independizó bajo el gobierno de FRELIMO el 25 de junio de 1975. Tales eventos demostraron ser beneficiosos para ZANLA y desastrosos para los rodesianos, agregando 800 millas de frontera hostil. De hecho, con la desaparición del Imperio portugués, Ian Smith se dio cuenta de que Rhodesia estaba rodeada en tres lados por naciones hostiles y declarada un estado formal de emergencia. Pronto Mozambique cerró su frontera, sin embargo, las fuerzas de Rhodesia siguieron cruzando la frontera en redadas de "persecución", atacaron a los nacionalistas y sus campos de entrenamiento y se involucraron en escaramuzas con las fuerzas de seguridad de Mozambique.
Para 1975–1976, estaba claro que un aplazamiento indefinido del gobierno de la mayoría, que había sido la piedra angular de la estrategia del gobierno de Smith desde UDI, ya no era viable. Incluso el apoyo abierto de Sudáfrica a Rhodesia estaba menguando. Sudáfrica comenzó a reducir la asistencia económica a Rhodesia, puso límites a la cantidad de combustible y municiones que se suministraban a los militares de Rhodesia, y retiró el personal y el equipo que habían proporcionado previamente para ayudar en el esfuerzo de guerra, incluida una unidad de policía fronteriza que había sido ayudando a proteger la frontera Rhodesia-Zambia.
En 1976, la duración del servicio militar activo se extendió a 18 meses; esto entró en vigencia de inmediato, con los soldados a punto de finalizar su servicio de un año y encontrando su servicio activo extendido. Incluso después de la baja del servicio regular, los hombres blancos entraron en las fuerzas de reserva, y con frecuencia fueron llamados al servicio y sometidos a un largo servicio militar. Además, Rhodesia reclutó hombres negros como voluntarios para el servicio militar; en 1976, la mitad del ejército de Rhodesia estaba compuesta por soldados negros. Aunque algunos plantearon preguntas sobre su lealtad, el gobierno de Rhodesia declaró que no tenía dudas sobre su lealtad y tenía previsto entrenar a oficiales negros. La legislación para reclutar a los negros se introdujo y entró en vigor en 1979, pero la respuesta a los llamamientos fue deficiente. Rhodesia también reclutó voluntarios extranjeros para el servicio, con grupos de extranjeros que prestaron servicios en Rhodesia, incluyendo a las Águilas Perdidas y 7 Compañías Independientes.
A fines de 1976, Ian Smith aceptó los elementos básicos de las propuestas de compromiso hechas por el secretario de Estado de los EE. UU., Henry Kissinger, para introducir el gobierno de la mayoría dentro de dos años. El gobierno de Smith luego trató de negociar un acuerdo aceptable con los líderes negros moderados, mientras mantenía una fuerte influencia blanca en áreas clave. Los militares de Rhodesia, a su vez, intentaron erosionar la fuerza militar creciente de ZANLA y ZIPRA en la mayor medida posible para "ganar tiempo" y alcanzar un acuerdo político aceptable.

#### Uso de armas biológicas y químicas
A medida que la guerra continuaba intensificándose, las Fuerzas de Seguridad de Rhodesia iniciaron un programa de Armas Químicas y Biológicas (CBW, por sus siglas en inglés) para matar guerrilleros tanto dentro de Rhodesia como en campos externos en Zambia y Mozambique. El esfuerzo tuvo tres frentes. Primero, el objetivo era eliminar a los guerrilleros que operan dentro de Rhodesia a través de suministros contaminados proporcionados por hombres de contacto, recuperados de escondites ocultos o robados de tiendas rurales.
En segundo lugar, su objetivo era contaminar los suministros de agua a lo largo de las rutas de infiltración de la guerrilla en Rhodesia, obligando a los guerrilleros a viajar a través de regiones áridas para llevar más agua y menos municiones o viajar a través de áreas patrulladas por las fuerzas de seguridad. Finalmente, los rodesianos intentaron atacar a los guerrilleros en sus campamentos en Mozambique envenenando alimentos, bebidas y medicinas.
Los productos químicos más utilizados en el programa de Rhodesia fueron el paratión (un insecticida organofosforado) y el talio (un metal pesado que se encuentra comúnmente en el raticida). Los agentes biológicos que los rodesianos seleccionaron para su uso también incluyeron Vibrio cholerae (agente causal del cólera) y posiblemente Bacillus anthracis (agente causante del ántrax). También observaron el uso de Rickettsia prowazekii (agente causante del tifus epidémico), y Salmonella typhi (agente causante de la fiebre tifoidea) y toxinas, como la ricina y la toxina botulínica.

#### Incursión de Nyadzonya
Las Fuerzas de Seguridad de Rhodesia convocaron a soldados a tiempo parcial en preparación para una contraofensiva importante el 2 de mayo de 1976. El 9 de agosto de 1976, Selous Scouts de Rhodesian, asistidos por el excomandante de ZANLA Morrison Nyathi, atacaron un campamento de ZANLA en Nyadzonya en Mozambique, que contiene más de 5000 guerrilleros y varios cientos de refugiados. Los Selous Scouts, que sumaban 72, vestían los uniformes de FRELIMO y disfrazaban sus vehículos, ataban las matrículas de FRELIMO y las pintaban con los colores de FRELIMO. Los soldados blancos llevaban máscaras de esquí negras. Cruzaron la frontera no tripulada hacia Mozambique a las 5:00 horas del 9 de agosto y condujeron por la mañana temprano hasta el campamento, y pasaron junto a varios centinelas de FRELIMO que los saludaron al pasar.
Cuando llegaron al campamento de ZANLA a las 8:25 horas, los seis soldados de ZANLA de servicio les permitieron entrar, y los vehículos rodesianos se movieron y tomaron posiciones preestablecidas alrededor del borde del patio de armas, en el que se encontraban unos 4000 guerrilleros. Cuando todo estuvo listo, un soldado rodesiano tomó el altavoz de su vehículo y anunció, en Shona, "tatora de Zimbabue", que significa "hemos tomado Zimbabue", y Nyathi hizo sonar un silbato para que los cuadros se reunieran. Los cuadros comenzaron a vitorear y corrieron hacia los vehículos, empacando alrededor de ellos mientras más corrían hacia el patio de armas desde otras áreas del campamento.
Los rodesianos abrieron fuego y continuaron disparando hasta que no hubo movimiento en el patio de armas, luego regresaron a Rhodesia. Más de 1000 insurgentes de ZANLA fueron reportados muertos por los rodesianos, con cuatro Selous Scouts ligeramente heridos. Esta cifra se ve corroborada por el informe oficial de ZANLA, [n 4] aunque públicamente tanto ZANLA como ZIPRA afirmaron que Nyadzonya había sido un campo de refugiados.
Más tarde, el 7 de octubre de 1976, los militantes bombardearon un puente del ferrocarril sobre el río Matetsi cuando un tren que transportaba el mineral pasó por encima.

#### Escalada de la guerra (1977)
En 1977, la guerra se había extendido a lo largo de Rhodesia. ZANLA continuó operando desde Mozambique y siguió siendo dominante entre los pueblos de Mashona en Rhodesia oriental y central. Mientras tanto, ZIPRA permaneció activa en el norte y el oeste, utilizando bases en Zambia y Botsuana, y fue apoyada principalmente por las tribus Ndebele. Con esta escalada llegó la sofisticación, la organización y las armas modernas para los guerrilleros, y aunque muchos todavía no estaban entrenados, un número creciente se entrenaba en el bloque comunista y otros países simpatizantes.
El 3 de abril de 1977, el general Peter Walls anunció que el gobierno lanzaría una campaña para ganar los "corazones y mentes" de los ciudadanos negros de Rhodesia. En mayo, Walls recibió informes de fuerzas de ZANLA que se concentran en la ciudad de Mapai en la provincia de Gaza, Mozambique. El primer ministro Smith le dio permiso a Walls para destruir la base. Walls dijo a los medios de comunicación que las fuerzas de Rhodesia estaban abandonando la táctica de "contener y mantener" y recurriendo a tácticas de búsqueda y destrucción, "adoptando una persecución en caliente cuando es necesario".
El 30 de mayo de 1977, durante la Operación Azteca, 500 soldados cruzaron la frontera de Mozambique y viajaron 60 millas (97 km) hasta Mapai, involucrando a las fuerzas de ZANLA con cobertura aérea de la Fuerza Aérea de Rhodes y paracaidistas en C-47 Dakota. El gobierno de Rhodesia dijo que el ejército mató a 32 combatientes de ZANLA y perdió a un piloto de Rhodesia. El gobierno de Mozambique disputó la cantidad de víctimas, diciendo que derribó tres aviones rodesianos y un helicóptero y tomó prisioneros a varias tropas, todo lo cual fue negado por el ministro de Operaciones Combinadas, Roger Hawkins.
Kurt Waldheim, el secretario general de las Naciones Unidas, condenó el incidente el 1 de junio, y Walls anunció un día después que los militares de Rhodesia ocuparían Mapai hasta que hubieran eliminado la presencia de ZANLA. Pero los gobiernos estadounidense, británico y soviético también condenaron el ataque [90] y las fuerzas de Rhodesia se retiraron más tarde de la zona. El Consejo de Seguridad de las Naciones Unidas denunció la incursión del "régimen minoritario racista ilegal en Rhodesia del Sur" en la Resolución 411, el 30 de junio de 1977.
Militantes bombardearon una tienda por departamentos Woolworths en Salisbury el 6 de agosto de 1977, matando a 11 e hiriendo a 70. Mataron a 16 civiles negros en el este de Rhodesia el 21 de agosto, quemando sus casas en una granja de propietarios blancos. En noviembre de 1977, en respuesta a la acumulación de guerrilleros de ZANLA en Mozambique, las fuerzas de Rodesia lanzaron la Operación Dingo, un ataque anticipado de armas combinadas sorpresa en los campamentos de guerrillas en Chimoio y Tembue en Mozambique. El ataque se llevó a cabo durante tres días, del 23 al 25 de noviembre de 1977. Si bien estas operaciones supuestamente causaron miles de bajas a los cuadros de Robert Mugabe en ZANLA, probablemente provocando incursiones de guerrilleros en los meses siguientes, sin embargo, la intensificación constante de la insurgencia continuó durante 1978.
Para interrumpir el control de FRELIMO en Mozambique, la Organización Central de Inteligencia de Rhodesia ayudó a crear y apoyar un movimiento de insurgencia dentro de Mozambique. Este grupo guerrillero, conocido como RENAMO, luchó con FRELIMO incluso cuando las fuerzas de Rhodesia lucharon contra el ZANLA en Mozambique.
En mayo de 1978, 50 civiles murieron en el fuego cruzado entre los militantes marxistas y los militares de Rhodesia, el mayor número de civiles muertos en un enfrentamiento hasta entonces. En julio, miembros del Frente Patriótico mataron a 39 civiles negros y el gobierno de Rhodesia mató a 106 militantes. El 4 de noviembre de 1978, Walls dijo que 2000 militantes del Frente Patriótico habían sido persuadidos para desertar y luchar por las Fuerzas de Seguridad de Rhodesia. En diciembre de 1978, una unidad de ZANLA penetró en las afueras de Salisbury y disparó una descarga de cohetes y dispositivos incendiarios en el depósito principal de almacenamiento de petróleo. Los tanques de almacenamiento se quemaron durante cinco días, emitiendo una columna de humo que se podía ver a 80 millas (130 km) de distancia. Medio millón de barriles de petróleo, una cuarta parte del combustible de Rhodesia, fue destruido.
En 1978, 450 militantes de ZANLA entraron a Mozambique y atacaron la ciudad de Umtali. En ese momento, ZANU dijo que los militantes eran mujeres, una característica inusual, pero en 1996 Joyce Mujuru dijo que la gran mayoría involucrada eran hombres y ZANU inventó la historia para hacer que las organizaciones occidentales creyeran que las mujeres estaban involucradas en la lucha. En represalia por estos actos, la Fuerza Aérea de Rhodesia bombardeó campamentos de guerrillas a 125 millas dentro de Mozambique, utilizando aviones Canberra B2 'fatigados' y Hawker Hunters - activamente, pero de forma clandestina, con el apoyo de varios de los aviones Canberra B (I) 12 más capaces. Fuerza Aérea Sudafricana. En 1978 se montaron varios bombardeos de fuerza conjunta en los campamentos de guerrilla y las zonas de reunión de Mozambique y Zambia, y la Fuerza Aérea Sudafricana llevó a cabo un extenso reconocimiento aéreo y vigilancia de los campamentos de guerrilla y la acumulación logística. RhAF.

#### Aviones civiles derribados
Las operaciones externas de Rhodesia se extendieron a Zambia después de que los nacionalistas ZIPRA de Nkomo derribaran dos aviones de aviación civiles Vickers Viscount desarmados con misiles SA-7 de búsqueda de calor suministrados por los soviéticos. Acampados bajo el camino de ascenso hacia Salisbury desde el aeropuerto de Kariba, los cuadros ZIPRA derribaron el vuelo 825 de Air Rhodesia el 3 de septiembre de 1978 y el vuelo 827 de Air Rhodesia el 12 de febrero de 1979. En el primer incidente, dieciocho civiles a bordo sobrevivieron, y cinco de ellos fueron lejos encontrar agua. Media hora después llegaron nueve combatientes de la ZIPRA, prometiendo ayuda; Tres de los trece sobrevivientes se escondieron cuando los vieron. En palabras de la revista Time, los cuadros de ZIPRA "reunieron a las diez personas en los escombros, les robaron sus objetos de valor y finalmente los cortaron con armas de fuego automáticas". Nkomo se responsabilizó del ataque y habló de ello ante la BBC de una manera que los rodesianos consideraban regodearse. En el segundo ataque, todas las 59 personas a bordo murieron en el accidente.
En represalia por el derribo del vuelo 825 en septiembre de 1978, los bombarderos Canberra, los cazabombarderos y los helicópteros de combate de la Fuerza Aérea de Rodesia atacaron la base de la guerrilla ZIPRA en la granja de Westlands cerca de Lusaka en octubre de 1978, advirtiendo a las fuerzas zambianas por radio de no interferir.
El aumento de la efectividad de los bombardeos y el seguimiento de los ataques "móviles por aire" con paracaidistas lanzados por Dakota y las técnicas de "cavidad aérea" en helicóptero tuvieron un efecto significativo en el desarrollo del conflicto. Hasta septiembre de 1979, a pesar de la mayor sofisticación de las fuerzas guerrilleras en Mozambique, una incursión de Selous Scouts, con artillería y apoyo aéreo, en "New Chimoio", supuestamente resultó en una gran cantidad de bajas en ZANLA. [N 5] Sin embargo, una incursión exitosa en las reservas de combustible estratégicas de Rodesia en Salisbury también se destacó la importancia de concluir un acuerdo negociado y lograr el reconocimiento internacional antes de que la guerra se extendiera aún más.

#### Presión militar
El mayor problema era que para 1979, la fuerza combinada de ZIRPA y ZANLA dentro de Rhodesia totalizaba al menos 12 500 guerrilleros y era evidente que los insurgentes ingresaban al país a una velocidad mayor que la que las fuerzas de Rhodesia podían matar o capturar. Además, 22 000 combatientes de ZIPRA y 16 000 de ZANLA permanecieron sin compromiso fuera del país. Las fuerzas ZIPRA de Joshua Nkomo estaban preparando sus fuerzas en Zambia con la intención de enfrentar a los rodesianos a través de una invasión convencional. Es cuestionable si una invasión de este tipo podría haber tenido éxito a corto plazo contra el ejército de Rhodesia y la fuerza aérea bien entrenados. Sin embargo, lo que quedó claro fue que la insurgencia crecía en fuerza cada día y que la capacidad de las fuerzas de seguridad para continuar controlando todo el país estaba siendo un gran desafío.
Al poner en riesgo a la población civil, ZIPRA y ZANLA habían sido particularmente eficaces en la creación de condiciones que aceleraron la emigración de blancos. Esto no solo socavó gravemente la moral de la población blanca, sino que también fue reduciendo gradualmente la disponibilidad de reservas entrenadas para el ejército y la policía.
La economía también sufría mucho por la guerra; El PIB de Rhodesia disminuyó sistemáticamente a fines de los años setenta. Parte del declive económico se debió a que los hombres blancos fueron convocados por largos períodos de servicio militar, lo que también afectó a muchas familias de Rhodesia.
Políticamente, los rodesianos estaban, por lo tanto, depositando todas sus esperanzas en el acuerdo político "interno" que se había negociado con los líderes nacionalistas negros moderados en 1978 y su capacidad para lograr reconocimiento y apoyo externos. Este acuerdo interno llevó a la creación de Zimbabue-Rhodesia bajo una nueva constitución en 1979.

### Resolución
En virtud del acuerdo de marzo de 1978, el país pasó a llamarse Zimbabue-Rhodesia y, en las elecciones generales del 24 de abril de 1979, el obispo Abel Muzorewa se convirtió en el primer primer ministro negro del país. El 1 de junio de 1979, Josiah Zion Gumede fue nombrado presidente. El acuerdo interno dejó el control de los militares, la policía, el servicio civil y el poder judicial en manos blancas, y aseguró a los blancos aproximadamente un tercio de los escaños en el parlamento. Era esencialmente un arreglo de poder compartido entre blancos y negros. Las facciones lideradas por Nkomo y Mugabe denunciaron al nuevo gobierno como un títere de rodesianos blancos y la lucha continuó. El 23 de junio el Ejército Africano para la Liberación Nacional de Zimbabue cometieron la Masacre de Bvumba al atacar una misión cristiana de misioneros blancos mientras realizaban labores humanitarias, asesinando a sus 12 miembros.
El esperado reconocimiento del acuerdo interno y de Zimbabue-Rhodesia por parte del recién elegido gobierno conservador de Margaret Thatcher no se materializó después de la elección de este último en mayo de 1979. Del mismo modo, aunque el Senado de los Estados Unidos votó para levantar las sanciones contra Zimbabue-Rhodesia, El gobierno de Jimmy Carter también se negó a reconocer el acuerdo interno.
Si bien la primera ministra Margaret Thatcher simpatizaba claramente con el acuerdo interno y pensaba que los líderes de ZANLA y ZIPRA eran terroristas, estaba dispuesta a apoyar un esfuerzo por un mayor compromiso si podía poner fin a la lucha. Gran Bretaña también se mostró renuente a reconocer el acuerdo interno por temor a fracturar la unidad de la Commonwealth. Más tarde, en 1979, el gobierno de Thatcher convocó una conferencia de paz en Londres a la que fueron invitados todos los líderes nacionalistas.
El resultado de esta conferencia sería conocido como el Acuerdo de la Casa de Lancaster. Durante la conferencia, el gobierno de Zimbabue-Rhodesia aceptó diluir el acuerdo interno de 1978, mientras que Mugabe y Nkomo acordaron poner fin a la guerra a cambio de nuevas elecciones en las que podrían participar. Las sanciones económicas impuestas a Rhodesia se levantaron a fines de 1979, y el país volvió a ser un gobierno británico temporal hasta que se celebraran las elecciones. En virtud de la Constitución de Zimbabue-Rhodesia (Enmienda) (n.º 4), Ley de 1979, de 11 de diciembre de 1979, el país regresó formalmente a su estado colonial como Rhodesia del Sur. El parlamento de Zimbabue-Rhodesia se votó a sí mismo fuera de poder, y Lord Soames fue designado por el gobierno británico para gobernar el país como gobernador designado, llegando a Salisbury el 12 de diciembre para asumir el control del presidente Gumede. El 21 de diciembre de 1979 se anunció un alto el fuego. Se programó una elección para principios de 1980. El Commonwealth británico desplegó una fuerza de observación, la Fuerza de Vigilancia del Commonwealth, en el país durante el período de transición. Gran Bretaña aportó 800 soldados y 300 efectivos de la Fuerza Aérea Real, junto con pequeños contingentes navales y marinos. Australia, Fiyi, Kenia y Nueva Zelanda también contribuyeron con un menor número de tropas. El 8 de diciembre llegó un destacamento de avanzada británica de nueve hombres para comenzar a establecer una base logística, a la que siguió poco después la llegada de la fuerza principal.
La guerra terminaría en un estancamiento militar. Sin embargo, el compromiso político que se alcanzó después de que cesara el combate beneficiaría a los nacionalistas negros, especialmente a los alineados con el líder de ZANU, Robert Mugabe. El mismo Mugabe declaró en una entrevista publicada en la edición del 28 de abril de 1980 del New York Times: "No obtuvimos una victoria militar ... Llegamos a un acuerdo político ... Un compromiso".
Durante las alecciones generales de Zimbabue de 1980, los cuadros de guerrilleros de Mugabe acusaron a los votantes de la intimidación de los votantes, algunos de los cuales fueron acusados de no haberse reunido en los puntos designados para la asamblea de la guerrilla según lo estipulado en el Acuerdo de la Casa de Lancaster, y los observadores internacionales y Lord Soames Acusado de mirar hacia otro lado. El ejército de Rhodesia pudo haber considerado seriamente un golpe de Estado en marzo de 1980. Este supuesto golpe consistió en dos etapas: la Operación Cuarzo, los ataques coordinados contra los puntos de reunión de la guerrilla dentro del país, y la Operación Héctica, el asesinato de Mugabe y su clave. ayudantes
Sin embargo, incluso en el contexto de la presunta intimidación a los votantes por parte de los elementos de ZANLA, el apoyo generalizado a Mugabe por parte de grandes sectores de la población negra (en particular del grupo de idioma shona que constituía la mayoría abrumadora de la población del país) no podía ser seriamente disputado. Además, la clara ausencia de apoyo externo para tal golpe, y la inevitable conflagración que habría envuelto al país a partir de entonces, desbarataron el plan.
La elección de principios de 1980 fue ganada por Mugabe, quien fue nombrado primer ministro después de que ZANU-PF recibió el 63 % de los votos. Para el 16 de marzo de 1980, todas las fuerzas de la Commonwealth, excepto unos 40 instructores de infantería que se quedaron temporalmente para entrenar al ejército de la nueva nación, se habían marchado. El 18 de abril de 1980, finalizó el gobierno británico interino y el país fue reconocido internacionalmente como independiente. La colonia de Rhodesia del Sur pasó a llamarse oficialmente Zimbabue, y el 18 de abril de 1982, el gobierno cambió el nombre de la capital del país de Salisbury a Harare.

## Consecuencias
Según las estadísticas del gobierno de Rhodesia, más de 20 000 fueron asesinados durante la guerra. Entre diciembre de 1972 y diciembre de 1979, murieron 4160 miembros de las fuerzas de seguridad de Rhodesia, junto con 10 050 guerrilleros que murieron en Rhodesia, y un número desconocido en Mozambique y Zambia, 7790 civiles negros y 468 civiles blancos.
Después de que asumió el poder, Robert Mugabe actuó de manera incremental para consolidar su poder, formando un gobierno de coalición con sus rivales de ZAPU y la minoría blanca. El Ejército de Rhodesia se fusionó con las fuerzas guerrilleras para formar las Fuerzas de Defensa de Zimbabue, y las fuerzas de seguridad de Rhodesia se fusionaron con las fuerzas de ZANLA y ZIPRA. Joshua Nkomo recibió una serie de puestos en el gabinete.
Sin embargo, Mugabe estaba dividido entre mantener estable su coalición y las presiones para cumplir con las expectativas de sus seguidores para el cambio social. Los enfrentamientos entre las fuerzas de ZANLA y ZIPRA tuvieron lugar en 1980 y 1981. En febrero de 1982, Mugabe despidió a Nkomo y otros dos ministros de ZAPU desde su gabinete, lo que provocó fuertes enfrentamientos entre los simpatizantes de ZAPU en la región del país que habla Ndebele y el gobernante ZANU. Entre 1982 y 1985, los militares aplastaron la resistencia armada de los grupos Ndebele en Matabeleland y Midlands en una represión militar conocida como Gukurahundi, un término Shona que se traduce aproximadamente como "la lluvia temprana que arrastra la paja antes de las lluvias de primavera". Las campañas de Gukurahundi también fueron conocidas como las Matanzas de Matabeleland.
La Quinta Brigada entrenada en Corea del Norte del ejército de Zimbabue fue desplegada en Matabeleland para aplastar la resistencia. La periodista alemana Shari Eppel estima que aproximadamente 20 000 Matabele fueron asesinados en estos primeros años después de la guerra; la mayoría de los muertos fueron víctimas de ejecuciones públicas.
La violencia entre ZANLA y ZIPRA continuó hasta 1987. En diciembre de 1987, los dos grupos llegaron a un acuerdo en el que se fusionaron en una de las partes conocida como ZANU PF, encabezada por Mugabe. Mugabe luego fue nombrado presidente y ganó poderes adicionales, ya que la oficina del primer ministro fue abolida.
Más allá de las fronteras de Zimbabue, como resultado de la ayuda y el apoyo de Rhodesia para RENAMO, la Guerra de Bush de Rhodesia también ayudó a influir en el estallido de la Guerra Civil de Mozambique, que duró desde 1977 hasta 1992. Ese conflicto se cobró más de un millón de vidas e hizo unos 5 millones. Personas sin hogar.

### Cultura popular
Una serie de libros y películas se establecen durante la Guerra de Rodesia.
Las películas incluyen:
Albino (película de 1976) - un thriller alemán basado en la novela The Whispering Death de Daniel Carney
A Game For Vultures (película de 1979): un thriller de fabricación británica ambientado durante la guerra.
Shamwari (película de 1982) - thriller protagonizado por Ian Yule y Ken Gampu ambientado en Zimbabue Rhodesia durante la guerra.
Blind Justice (película de 1988): película británica ambientada durante la primera parte de la guerra. Basada en el libro de John Gordon Davis.
Flame (película de 1996): la primera película zimbabuense desde la independencia establecida durante la guerra y vista desde la perspectiva de una mujer soldado de ZANU.
Sobre la violencia (documental de 2014): narra los acontecimientos de los movimientos nacionalistas e independentistas africanos en los años sesenta y setenta.
Los libros incluyen:
Harvest of Thorns por Shimmer Chinodya - Una novela sobre un guerrillero durante la Guerra de Rodesia.
Piel blanca, de Alexandra Fuller, Barcelona, Lumen, 2003. Narra las memorias de una entonces niña a la que le toca vivir la guerra civil, los intentos de su familia blanca por continuar viviendo en Zimbabue, hasta perder sus tierras y trasladarse al exilio en Zambia, Reino Unido y Estados Unidos.